# Brown of Harvard
Brown of Harvard er en amerikansk stumfilm fra 1911 af Colin Campbell.

## Medvirkende
- Edgar G. Wynn som Tom Brown.
- Charles Clary som Gerald Thorne.
- George L. Cox som Wilfred Kenyon.
- Edgar Kennedy som Claxton Madden.
- James Le Boutillier som John Cartright.